# Jan Clausen Coott
Jan Clausen Coott (auch Johann Clausen Kotte oder Codt; * zwischen 1570 und 1580; † nach 1626) war ein Deichbauer.

## Leben und Wirken
Jan Clausen Coott stammte aus einer ursprünglich aus den Niederlanden kommenden Familie. Der Vater Claus Peter Koth ist 1588 als in Oldenswort lebender Mennonit aus den gottorfschen Anteilen der Herzogtümer Schleswig und Holstein dokumentiert. Der Name der Mutter ist nicht bekannt. Da Jan Clausen Coott selbst in den Dokumenten von 1588 nicht zu finden ist, ist davon auszugehen, dass er zu dieser Zeit noch unmündig war. Sein Geburtsdatum dürfte daher zwischen 1570 und 1580 liegen, vielleicht kam er in Oldenswort zur Welt. Spätestens um 1600 lebte er auf Eiderstedt.
1604 mussten sich mehrere Mennoniten aufgrund ihres Glaubens einem Verhör unterziehen lassen, wobei Coott als deren Sprecher agierte. Auch in Konflikten zwischen der Obrigkeit und den Mennoniten 1607/08 übernahm er diese Funktion. Zu dieser Zeit lebte er in Tönning und arbeitete dort wahrscheinlich als Kaufmann. Für das Jahr 1608 ist belegt, dass er den Gottorfer Hof in größerem Umfang mit Käse belieferte.
Dokumentiert ist, dass Coott 1610 beim Bau des Koogs von Sieversfleth und im Folgejahr am Freesenkoog mitarbeitete. 1612 beteiligte er sich vermutlich am Bau des Dreilandenkoogs und 1613 an der Errichtung des Hafens von Tönning und der zuführenden Kanäle. Im September 1613 zwangen Unruhen unter der einheimischen Bevölkerung den verantwortlichen, ebenfalls aus den Niederlanden stammenden Deichgrafen Johann Clausen Rollwagen, Schleswig-Holsteins für längere Zeit zu verlassen. In dieser Zeit übernahm Coott dessen Aufgaben und trug den Titel eines Vizedeichgrafen. 1614 erhielt er als eine von mehreren Personen einen Oktroy für den einzudeichenden Ehsterkoog. Im selben Jahr kam es erneut zu Konflikten über die Mennoniten von Eiderstedt. Dabei vermittelte Coott zwischen den Gläubigen und der Obrigkeit.
Im Sommer 1615 arbeitete Coott einige Zeit, offensichtlich ohne Erfolge, als Deichbauer für den Grafen von Schauenburg in der „gräflichen Wildnis“ in den Elbmarschen. Im Herbst reiste er gemeinsam mit Claus Jansen Rollwagen nach Nordstrand, das damals noch Teil der größeren Insel Strand war, wo der Verlauf eines neuen Seedeiches bestimmt werden sollte, der vor den Kirchspielen Ilgrof, Brunock und Stintebüll (sämtlich bei der Burchardiflut 1634 untergegangen) entstehen sollte. Kurze Zeit später erstellte er mit anderen Unternehmern einen Kostenvoranschlag für einen Bauabschnitt und gewann damit gegen Rollwagen. Der Herzog hatte ihm offensichtlich empfohlen, hier erstmals als selbstständiger Deichbauer tätig zu werden. Somit endete die bis dahin erfolgreiche Kooperation Cootts und Rollwagens.
Coott baute ab 1616 einen Deich auf Nordstrand. Bereits nach kurzer Zeit kam es zu Konflikte mit Tagelöhnern und der Gottorfer Regierung. Da Coott daraufhin seinen vertraglichen Verpflichtungen nicht mehr nachkommen wollte, saß er einige Zeit in Haft. Johann Clausen Rollwagen beurteilte Cootts Bauausführungen vernichtend. Coott durfte trotzdem weiterarbeiten und schloss den Auftrag im Sommer 1617, begleitet von großen Problemen, ab. Was er in den Folgejahren tat, ist nicht ausreichend dokumentiert; auch Zeitpunkt und Ort des Todes sind nicht bekannt. Dokumenten ist lediglich zu entnehmen, dass er große finanzielle Schwierigkeiten hatte, im Rahmen derer es zu einem Prozess gegen den Erben eines weiteren Deichbauers kam, der Ende 1626 abgeschlossen war.
Coott hatte eine Ehefrau namens Barse Wolves, die 1607 nachweislich lebte. Er hatte dokumentiert ein im Mai 1608 geborenes Kind.

## Falsche Geschichtsschreibung
Anton Heimreichs Bericht über Coott in seiner Nordfriesischen Chronik führte dazu, dass in Artikeln zur Historie Schleswig-Holsteins dessen Daten lange Zeit teilweise mit denen von Johann Clausen Rollwagen und dessen Sohn Claus Jansen Rollwagen vermischt wurden. In der deutschsprachigen Literatur und auch niederländischen und mennonitischen Publikationen ist daher ein „J. C. Kotte Rollwagen“ zu finden, dessen Lebenslauf aus Daten mehrerer verschiedener Personen zusammengesetzt wurde. Diese Irritationen bestand bis weit in das 20. Jahrhundert hinein, ist aber inzwischen widerlegt.